# Moose Mountain (ancienne circonscription fédérale)
Pour les articles homonymes, voir Moose Mountain.
Moose Mountain est une circonscription électorale fédérale de la Saskatchewan, représentée de 1949 à 1968.
La circonscription de Moose Mountain a été créée en 1947 avec des parties d'Assiniboia, Qu'Appelle et Weyburn. Abolie en 1966, elle fut fusionnée avec une partie de la circonscription de Qu'Appelle pour créer Qu'Appelle—Moose Mountain.

## Géographie
En 1947, la circonscription de Moose Mountain comprenait:
- Une partie de la Saskatchewan située au sud-est de la province est bornée par la frontière interprovinciale avec le Manitoba

## Députés
1. 1949-1953 — John James Smith, PLC
2. 1953-1958 — Edward McCullough, CCF
3. 1958-1968 — Richard Southam, PC

- CCF = Co-Operative Commonwealth Federation
- PC = Parti progressiste-conservateur
- PLC = Parti libéral du Canada